# 1959 en Norvège
Chronologie de la Norvège
- 1955
- 1956
- 1957
- 1958
- 1959
- 1960
- 1961
- 1962
- 1963

Cet article présente les faits marquants de l'année 1959 en Norvège ou relatifs à la Norvège.

## Gouvernance
- Olav V est roi de Norvège.
- Einar Gerhardsen est le chef du gouvernement .

## Événements
- 20 novembre : à Stockholm, l’Autriche, le Danemark, la Norvège, la Suède, la Suisse, le Portugal et la Grande-Bretagne signent le traité créant l’Association européenne de libre-échange[1].

## Sport
- Août 1959 : Les Athlètes Français battent les Norvègiens à Oslo par 120 points à 89[2].
- Lors du Championnat du monde de hockey sur glace 1959 l'Équipe de Norvège est éliminée au premier tour, terminant 3ème de son groupe derrière le Canada et la Tchécoslovaquie[3].

## Culture
- La Chasse (Jakten) est un film norvégien réalisé par Erik Løchen, sorti en 1959. Il est en compétition au  Festival de Cannes 1959.
- Herren og hans tjenere (titre international anglais : The Master and His Servants) est un film dramatique norvégien  écrit et réalisé par Arne Skouen et sorti en 1959.  Le film est basé sur une pièce de 1955 d'Axel Kielland, qui joue également un personnage mineur dans le film. La pièce et le film sont basés sur des événements réels s'étant déroulés en Suède. Herren og hans tjenere a été présenté en compétition dans la section principale au 9e Festival international du film de Berlin[4].

## Naissances
- Naissance en Norvège en 1959

## Décès
- Décès en Norvège en 1959